# Miłość i ból i ta cała cholerna reszta
Miłość i ból i ta cała cholerna reszta – amerykański dramat obyczajowy z 1973 roku.

## Opis fabuły
Walter Elbertson bierze udział w wycieczce do Hiszpanii. Na przystanku autobusowym poznaje Lilę, kobietę starszą od siebie. Między nimi nawiązuje się znajomość.

## Obsada
- Maggie Smith − Lila Fisher
- Timothy Bottoms − Walter Elbertson
- Don Jaime de Mora y Aragon − Książę
- Emiliano Redondo − Hiszpański dżentelmen
- Charles Baxter − Dr Elbertson
- Margaret Modlin − Pani Elbertson
- May Heatherly − Melanie Elbertson
- Lloyd Brimhall − Carl
- Elmer Modling − Dr Edelheidt